# 야간비행 (2014년 영화)
"야간비행"은 2014년에 개봉한 대한민국의 영화이다.

## 캐스팅
- 곽시양 : 신용주 역
- 이재준 : 한기웅 역
- 최준하 : 고기택 역
- 김창환 : 오성진 역
- 이익준 : 송준우 역
- 박미현 : 용주 모 역
- 김소희 : 기웅 모 역
- 이건희 : 재호 역
- 윤건일 : 범진 역
- 이서원 : 종필 역
- 송지호 : 재연 역
- 박진아 : 현주 역
- 옥주리 : 기택 모 역
- 표진기 : 진기 역
- 김선빈 : 학생주임 역
- 전은진 : 국사선생님 역
- 김정섭 : 수학선생님 역
- 오성택 : 체육선생님 역
- 김종선 : 형사 역
- 한성주 : 어린 기웅 역
- 이준형 : 어린 용주 역
- 박진우 : 어린 기택 역
- 현성 : 담임 역 (우정출연)
- 박혁권 : 덩치 역 (우정출연)
- 정인기 : 기웅 부 역 (우정출연)
- 이이경 : 심부름센터 꼬봉 역 (우정출연)
- 원태희 : 중년남성 역 (우정출연)